# Ladislav Štaidl

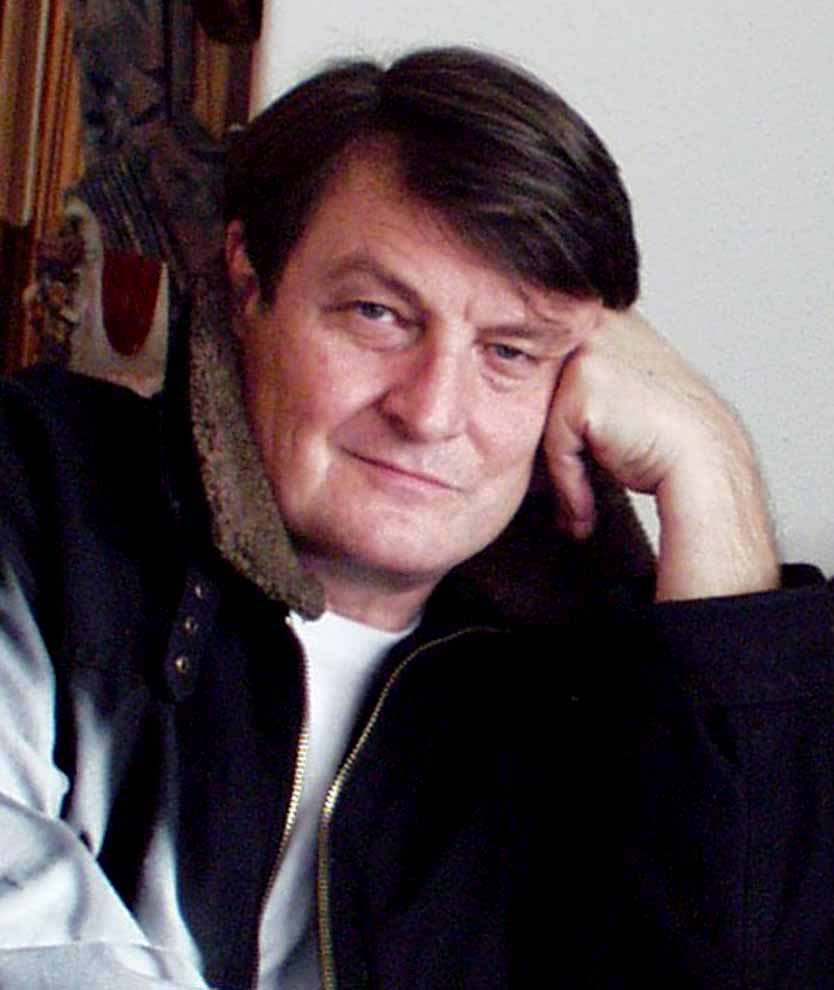
Ladislav Štaidl

Ladislav Štaidl (ur. 10 marca 1945 w miejscowości Stříbrná Skalice, zm. 31 stycznia 2021 w Pradze) – czeski muzyk, kompozytor, producent muzyczny i przedsiębiorca.

## Życiorys
Był w swojej karierze muzykiem, gitarzystą, pianistą, dyrygentem, kompozytorem, autorem tekstów, aranżerem, wokalistą i przedsiębiorcą. Jego starszy brat, przedwcześnie zmarły po wypadku samochodowym Jiří Štaidl był również znanym muzykiem i autorem tekstów.
Karierę rozpoczął w 1962 w zespole Crazy Boys, założonym wraz z Miki Volkem, Ondřejem Suchým i M. Berką.
W 1963 roku grał z bratem w Teatrze „Semafor”, wtedy też spotkał się z Karelem Gottem. Dwa lata później założyli w trójkę własny mały teatr muzyczny Apollo, z którym w 1967 byli na półrocznych występach w Las Vegas. Wśród jego bliskich współpracowników byli kompozytorzy Karel Mareš i Karel Svoboda. Z nimi i wieloma popularnymi w tym czasie piosenkarzami występował w Karlińskim Kabarecie Kulturalnym (o pseudonimie Czerwony Kapturek), który prowadził Jiří Brabec.
Był długoletnim liderem Ladislav Štaidl Orchestra, zespołu towarzyszącego Karela Gotta. Był przez dłuższy czas w nieformalnym związku z wokalistką Ivetą Bartošovą, z którą miał syna Arthura (ur. 11 października 1996).
Skomponował muzykę do około 80 telewizyjnych i kinowych filmów, które reżyserowali Zbyněk Brynych, Jaromil Jireš, Juraj Jakubisko, Jaroslav Dudek, Hynek Bočan, Jiří Adamec, Ladislav Rychman, Karel Steklý, Evžen Sokolovský, Ján Roháč, Radúz Činčera, Tomáš Vondrovic i Jan Fuchs. Jest autorem ponad 200 piosenek – komponowanych i pisanych najczęściej dla Karela Gotta, Dalibora Jandy, Dariny Rolincovej i Ivety Bartošovej.
W 1992 porzucił branżę artystyczną i zajął się biznesem.
28 października 2015 został odznaczony przez prezydenta Miloša Zemana Medalem Za Zasługi.
Zmarł 31 stycznia 2021 roku w wyniku komplikacji spowodowanych COVID-19, miał 75 lat.

## Piosenki
- Oheň, voda, vítr
- Kávu si osladím
- Dám dělovou ránu
- Dívka toulavá
- Jsou dny kdy svítá o něco dřív
- Mží ti do vlasů
- Málo mě zná
- Čo o mne vieš
- Anjelik moj
- Dva roky prázdnin
- Když láska schází
- Přijela pouť
- Trezor
- Pábitelé
- Sklípek
- Nestarej se kamaráde
- Odnauč se říkat ne
- Ráno jedu dál